# Base Presidente Eduardo Frei Montalva
Koordinaten: 62° 12′ S, 58° 58′ W

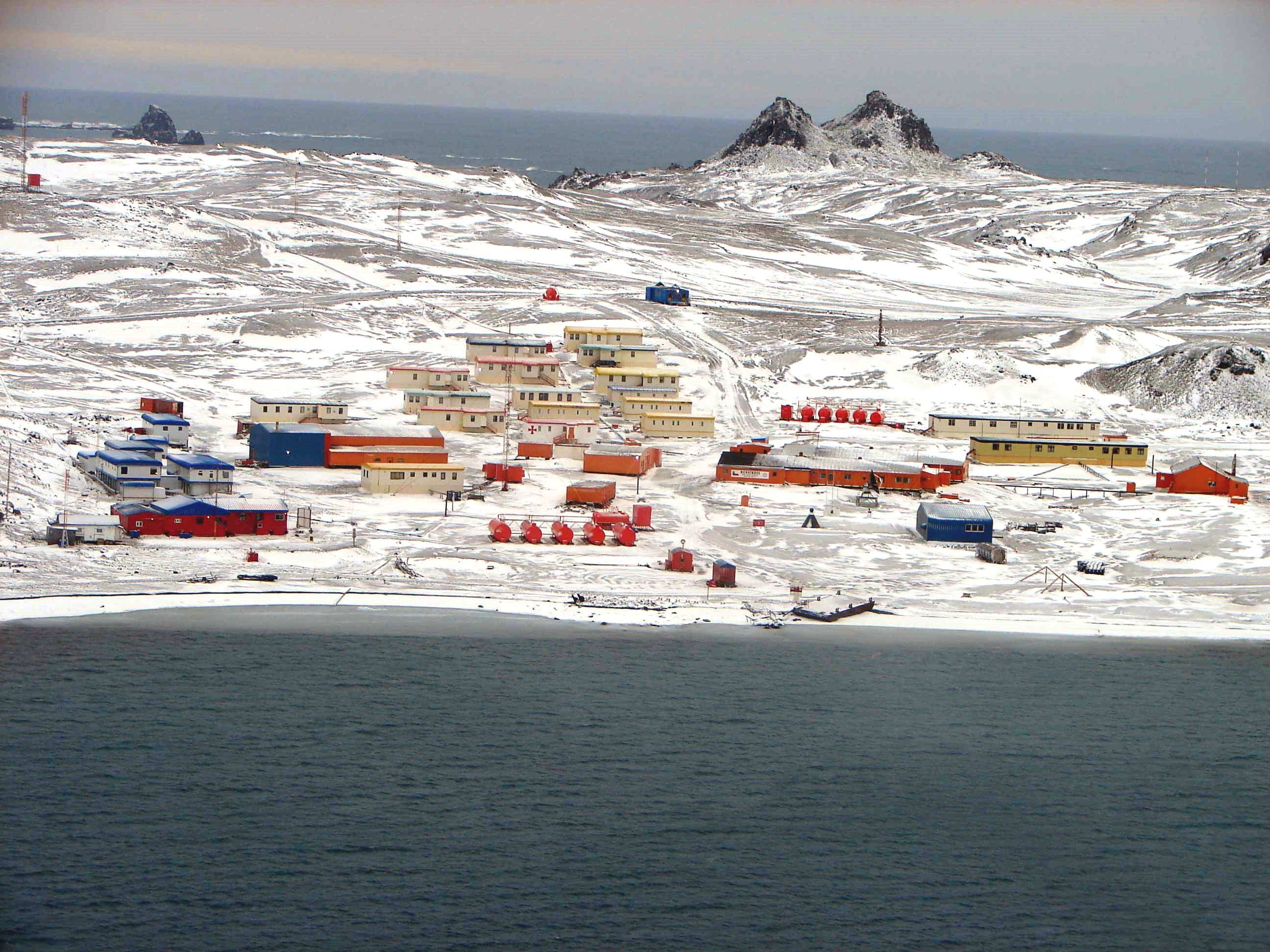
Gebäude der Forschungsstation im Jahr 2006 (hinten: Gemel Peaks)

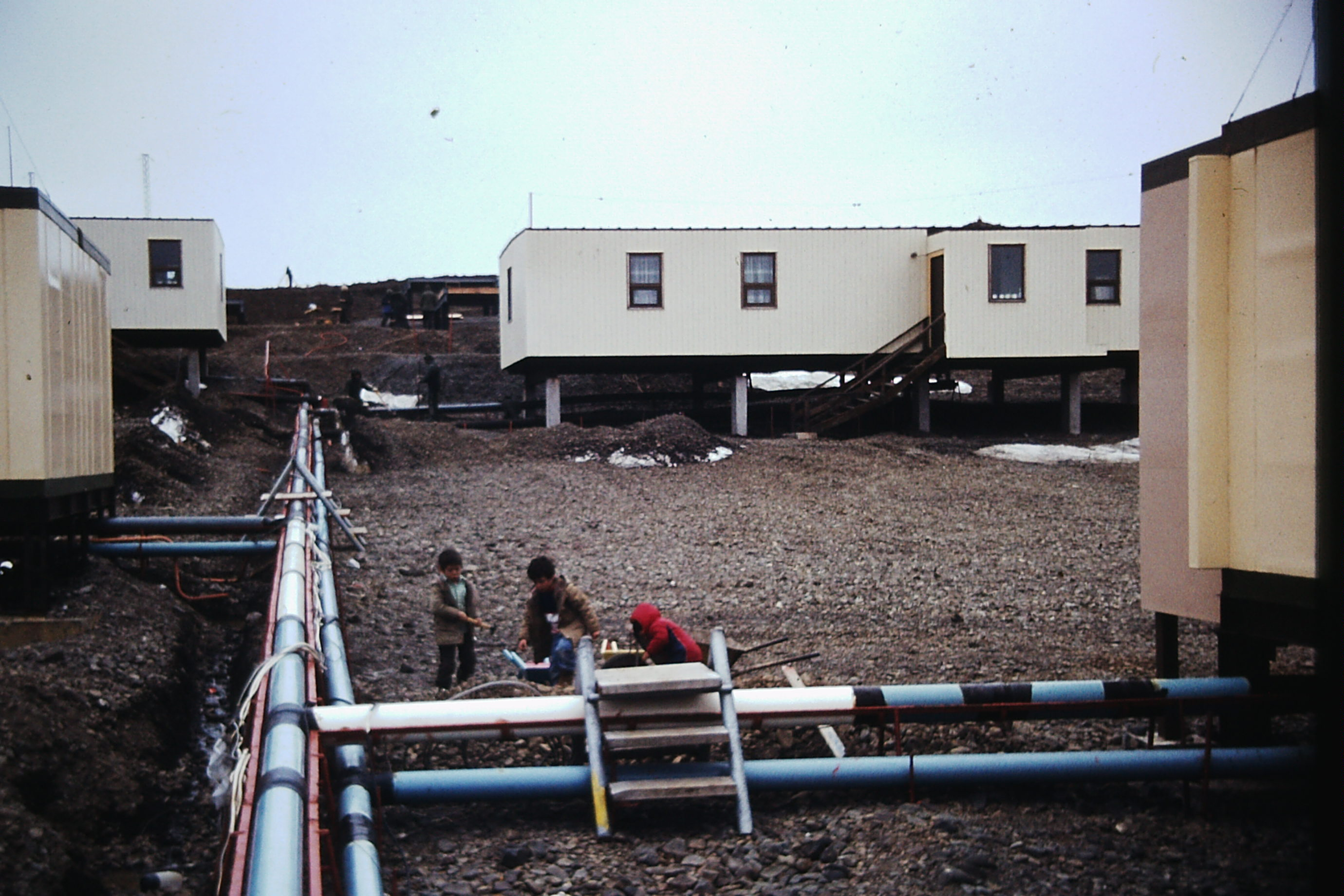
Wohngebäude der Base Eduardo Frei Montalva im Jahr 1985 mit den Leitungen für Wasser/Abwasser

Die Base Presidente Eduardo Frei Montalva (spanisch, häufig auch als Frei-Station bezeichnet) ist eine chilenische Forschungsstation auf King George Island im Archipel der Südlichen Shetlandinseln in der Antarktis. Sie liegt auf der eisfreien Fildes-Halbinsel am Kopfende der Ardley Cove, nur 200 Meter von der russischen Bellingshausen-Station entfernt. Ebenfalls in der Nähe liegen die chinesische Große-Mauer-Station, die uruguayische Base Científica Antártica Artigas, die südkoreanische König-Sejong-Station, die argentinische Carlini-Station, die brasilianische Comandante-Ferraz-Station, die polnische Arctowski-Station und die peruanische Macchu-Picchu-Station. Die ebenfalls chilenische Arturo-Prat-Station befindet sich etwa 50 km westlich.

## Geschichte
Die Station wurde von der Fuerza Aérea de Chile errichtet und am 7. März 1969 vom Namensgeber, dem damaligen chilenischen Staatspräsidenten Eduardo Frei Montalva, als Centro Meteorológico Eduardo Frei eingeweiht. Sie ist ganzjährig in Betrieb. 1981 wurde der Komplex um weitere Bauten erweitert. Inzwischen werden Teilbereiche der Station als russische Bellingshausen-Station und als chilenische Escudero-Station weitergeführt.